# Chrámy pskovské architektonické školy
Chrámy pskovské architektonické školy (anglicky Churches of the Pskov School of Architecture) je souhrnný název, pod kterým UNESCO roku 2019 zaneslo na seznam světového dědictví 10 sakrálních staveb Pskova z 12. až 17. století. Tyto objekty představují jedinečný styl pskovských stavitelů, kteří celých pět století zásadně ovlivňovali vývoj ruské architektury.
Pskovská škola vychází z byzantských tradic, které dále rozvíjí za použití místních materiálů a pod vlivem lidového stavitelství. Charakteristický je také purismus a minimalismus, projevující se v jednoduchosti forem i zdrženlivosti při používání dekorativních prvků. Pskovští stavitelé působili na mnoha místech tehdejšího Ruska, například v Moskvě, Kazani či Svijažsku.

## Přehled objektů
| Číslo    | Obrázek | Český název                                                                       | Vznik           | Lokalizace                       |
| -------- | ------- | --------------------------------------------------------------------------------- | --------------- | -------------------------------- |
| 1523-001 |         | Chrám svatého Jana Křtitele (Pskov) na území zaniklého kláštera sv. Jana Křtitele | 13. století     | 57°49′33″ s. š., 28°19′5″ v. d.  |
| 1523-002 |         | Spaso-preobraženský chrám (Pskov) v Mirožském klášteře                            | 12. století     | 57°48′23″ s. š., 28°19′44″ v. d. |
| 1523-003 |         | Chrám Archanděla Michaela z Gorodce se zvonicí                                    | 14. století     | 57°49′5″ s. š., 28°20′2″ v. d.   |
| 1523-004 |         | Chrám Zesnutí přesvaté Bohorodice u průlomu (Pskov)                               | 15.–16. století | 57°48′19″ s. š., 28°20′2″ v. d.  |
| 1523-005 |         | Chrám Kosmy a Damiána z Primostě, zbytky věže, zeď a brána                        | 15.–17. století | 57°49′24″ s. š., 28°20′2″ v. d.  |
| 1523-006 |         | Chrám svatého Jiří ze Vzvozu                                                      | 15. století     | 57°48′35″ s. š., 28°19′57″ v. d. |
| 1523-007 |         | Chrám Zjevení Páně (Pskov) se zvonicí                                             | 15. století     | 57°49′22″ s. š., 28°20′20″ v. d. |
| 1523-008 |         | Chrám svatého Mikuláše z Usochy                                                   | 16. století     | 57°48′56″ s. š., 28°20′3″ v. d.  |
| 1523-009 |         | Chrám svatého Basileia Velikého na Gorce                                          | 15. století     | 57°48′55″ s. š., 28°20′9″ v. d.  |
| 1523-010 |         | Chrám Narození přesvaté Bohorodice v Snětogorském klášteře                        | 14.–15. století | 57°50′6″ s. š., 28°15′48″ v. d.  |